# William Benson
William Benson (Boston, ... – Londra, 1549) è stato un religioso inglese.
Monaco benedettino fino alla propria conversione all'anglicanesimo, Benson fu l'ultimo abate dell'Abbazia di Westminster e poi il suo primo decano.

## Biografia
William Benson nacque a Boston, nel Lincolnshire. Poco si sa della sua infanzia e giovinezza, se non che prese gli ordini, divenne monaco benedettino e studiò all'Università di Cambridge, laureandosi nel 1528. Due anni più tardi fu tra i teologi che Enrico VIII consultò per verificare la validità del suo matrimonio con Caterina d'Aragona, che Benson giudicò nullo. Nel 1531 fu eletto abate dell'abbazia di Burton upon Trent, ma si dimise dalla carica l'anno successivo per poter ricoprire lo stesso ruolo all'Abbazia di Westminster. 
Nel settembre 1533 coadiuvò il vescovo di Londra John Stokesley nel battesimo nell'infante Elisabetta, mentre nel 1534, dopo l'Atto di Supremazia e la separazione dalla Chiesa cattolica, Benson fu incaricato insieme a Thomas Cranmer e Thomas Audley di far prestare giuramento al re come capo della Chiesa anglicana. Quando Tommaso Moro rifiutò di giurare, Benson cercò di dissuaderlo ma fallì. Accusato di alto tradimento, Moro fu preso sotto custodia da Benson prima di essere trasferito alla Torre di Londra.
Nel 1539 Benson si recò in parlamento per l'approvazione dei sei articoli e l'anno successivo consegnò l'abbazia al re, ottenendo in cambio di diventare il primo decano di Westminster. Sempre nel 1540 firmò il documento con cui si annullava il matrimonio di Enrico VIII con Anna di Cleves. Nel 1547 votò contro il celibato ecclesiastico. Morì nel 1549 e fu sepolto nell'angolo dei poeti dell'Abbazia di Westminster.